# Mas Pi (Verges)
El Mas Pi és un antic mas –catalogat a l'Inventari del Patrimoni Arquitectònic de Catalunya– avui inclòs al nucli de Verges (Baix Empordà) que funciona com a restaurant. El mas és al camí vell de Bellcaire d'Empordà, es va malmetre la seva era per l'execució de la carretera en època isabelina.
Mas d'estructura clàssica de tres crugies a dos vessants, el 1870 va ser restaurada per Carme de Bassor comtessa viuda de Foixà. La façana amb un gran portal adovellat tenia dos vessants simètriques abans de la restauració de 1870, visible per les restes d'una finestra a nivell de les golfes. Cal destacar les grans dimensions, tant del vestíbul com de la sala.
Per cobrir el vestíbul de grans dimensions s'utilitza el recurs de dues jàsseres en sentit paral·lel a la façana, actualment sostingut per arcs rebaixats sobre dos pilars centrals revocats. A la sala principal d'iguals dimensions que el vestíbul, es percep un arc diafragmàtic ogival que deuria sustentar un enfustat, actualment visible per la reforma de 1870. Les pintures amb motius florals de la sala són dels anys 30, executades sobre pintures de 1870. Tant l'arc diafragmàtic com l'antic enteixinat del vestíbul fan suposar que és una construcció datada al segle xvi que es transforma al s. XVII consolidant-se la clàssica façana.